# Chironomus storai
Chironomus storai är en tvåvingeart som beskrevs av Maurice Emile Marie Goetghebuer 1937. Chironomus storai ingår i släktet Chironomus, och familjen fjädermyggor. Arten är reproducerande i Sverige.